# Amerila bakeri
Amerila bakeri är en fjärilsart som beskrevs av Rothschild 1914. Amerila bakeri ingår i släktet Amerila och familjen björnspinnare. Inga underarter finns listade i Catalogue of Life.